# Malincourt
Pour l’article ayant un titre homophone, voir Malaincourt.
Cet article possède des paronymes, voir Molincourt et Melincourt.
Malincourt est une commune française située dans le département du Nord, en région Hauts-de-France.

## Géographie

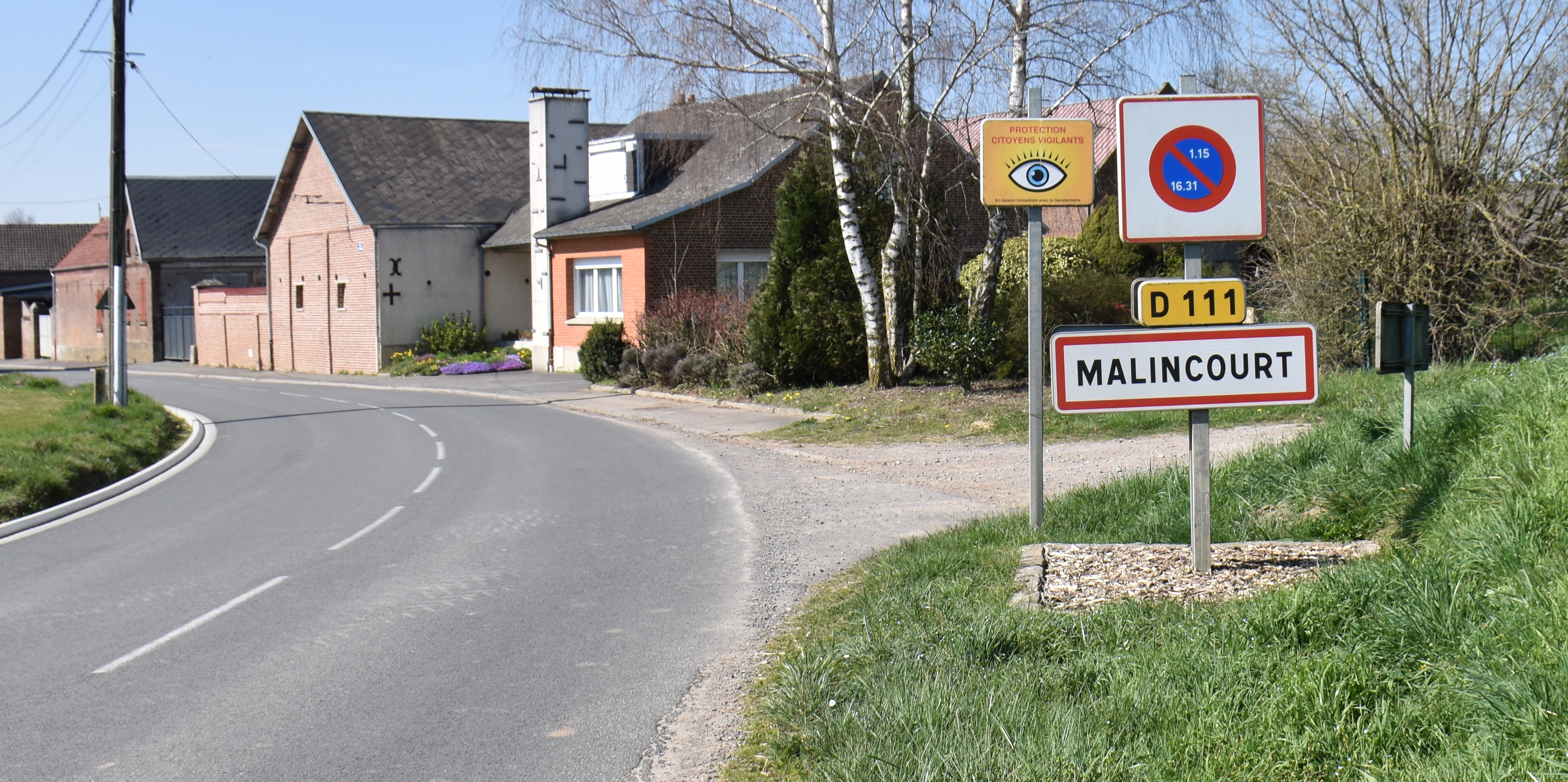
Une entrée du village.

### Communes limitrophes
| Crèvecœur-sur-l'Escaut | Walincourt-Selvigny | Dehéries  |
|                        | Malincourt          | Élincourt |
| Villers-Outréaux       | Beaurevoir          | Serain    |

### Hydrographie

#### Réseau hydrographique
La commune est située dans le bassin Artois-Picardie. Elle est drainée par le ruisseau de Sargrenon et le Malincourt,,.

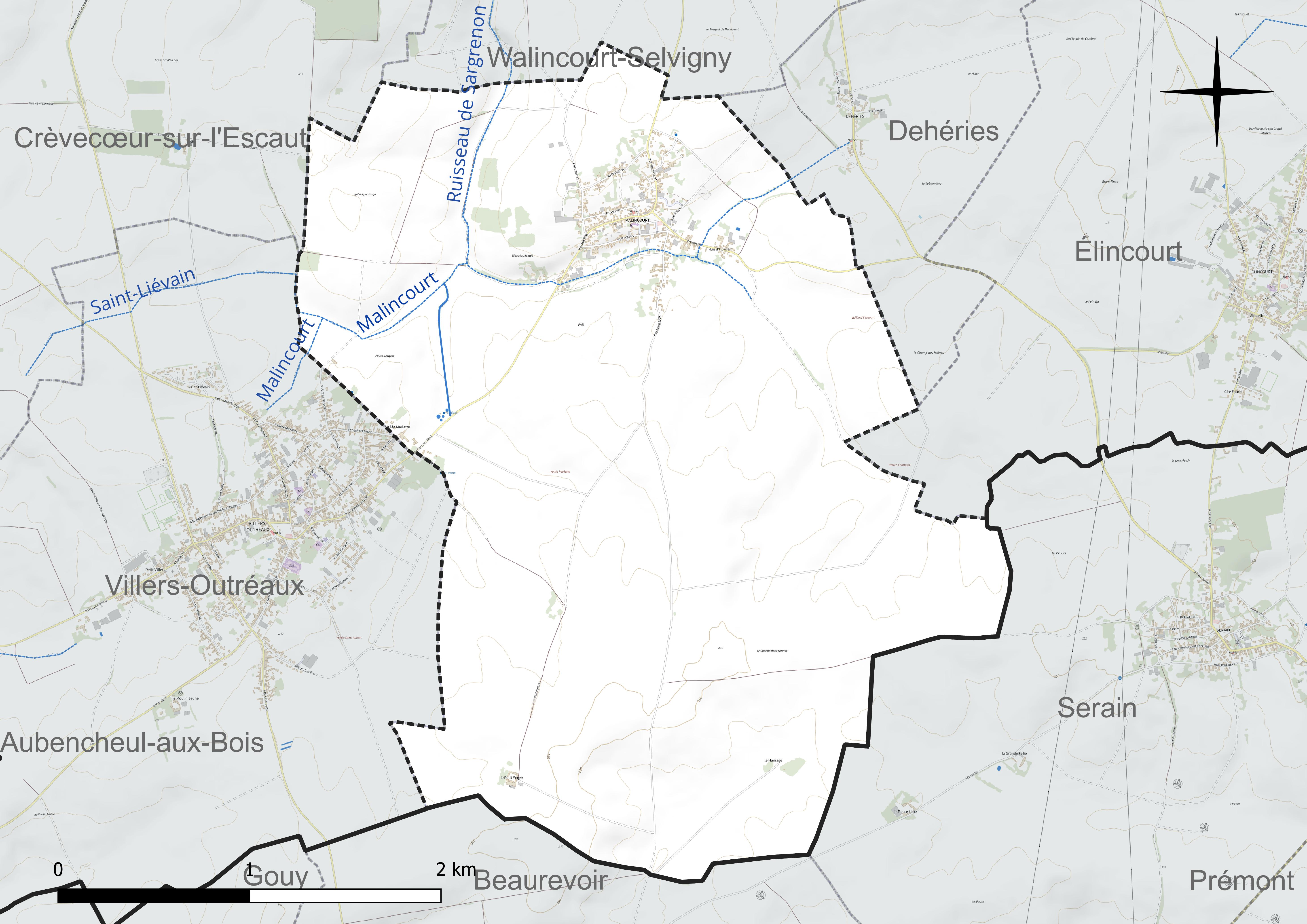
Réseau hydrographique de Malincourt.

#### Gestion et qualité des eaux
Le territoire communal est couvert par le schéma d'aménagement et de gestion des eaux (SAGE) « Escaut ». Ce document de planification concerne un territoire de 2 005 km2 de superficie, délimité par le bassin versant de l'Escaut. Le périmètre a été arrêté le 9 juin 2006 et le SAGE proprement dit a été approuvé le 13 juillet 2021. La structure porteuse de l'élaboration et de la mise en œuvre est le syndicat mixte Escaut et Affluents (SyMEA). 
La qualité des cours d'eau peut être consultée sur un site dédié géré par les agences de l'eau et l'Agence française pour la biodiversité. 

### Climat
Pour des articles plus généraux, voir Climat des Hauts-de-France et Climat du Nord.
En 2010, le climat de la commune est de type climat océanique dégradé des plaines du Centre et du Nord, selon une étude du CNRS s'appuyant sur une série de données couvrant la période 1971-2000. En 2020, Météo-France publie une typologie des climats de la France métropolitaine dans laquelle la commune est dans une zone de transition entre le climat océanique et le climat océanique altéré et est dans la région climatique  Nord-est du bassin Parisien, caractérisée par un ensoleillement médiocre, une pluviométrie moyenne régulièrement répartie au cours de l'année et un hiver froid (3 °C). 
Pour la période 1971-2000, la température annuelle moyenne est de 9,8 °C, avec une amplitude thermique annuelle de 15,1 °C. Le cumul annuel moyen de précipitations est de 752 mm, avec 12,5 jours de précipitations en janvier et 9 jours en juillet. Pour la période 1991-2020, la température moyenne annuelle observée sur la station météorologique la plus proche, située sur la commune d'Épehy à 15 km à vol d'oiseau, est de 10,6 °C et le cumul annuel moyen de précipitations est de 752,8 mm,. Pour l'avenir, les paramètres climatiques de la commune estimés pour 2050 selon différents scénarios d'émission de gaz à effet de serre sont consultables sur un site dédié publié par Météo-France en novembre 2022.

## Urbanisme

### Typologie
Au 1er janvier 2024, Malincourt est catégorisée commune rurale à habitat dispersé, selon la nouvelle grille communale de densité à sept niveaux définie par l'Insee en 2022.
Elle est située hors unité urbaine. Par ailleurs la commune fait partie de l'aire d'attraction de Cambrai, dont elle est une commune de la couronne,. Cette aire, qui regroupe 64 communes, est catégorisée dans les aires de 50 000 à moins de 200 000 habitants,.

### Occupation des sols
L'occupation des sols de la commune, telle qu'elle ressort de la base de données européenne d'occupation biophysique des sols Corine Land Cover (CLC), est marquée par l'importance des territoires agricoles (94,5 % en 2018), une proportion sensiblement équivalente à celle de 1990 (95 %). La répartition détaillée en 2018 est la suivante : 
terres arables (89 %), prairies (5,6 %), zones urbanisées (5,5 %). L'évolution de l'occupation des sols de la commune et de ses infrastructures peut être observée sur les différentes représentations cartographiques du territoire : la carte de Cassini (XVIIIe siècle), la carte d'état-major (1820-1866) et les cartes ou photos aériennes de l'IGN pour la période actuelle (1950 à aujourd'hui).

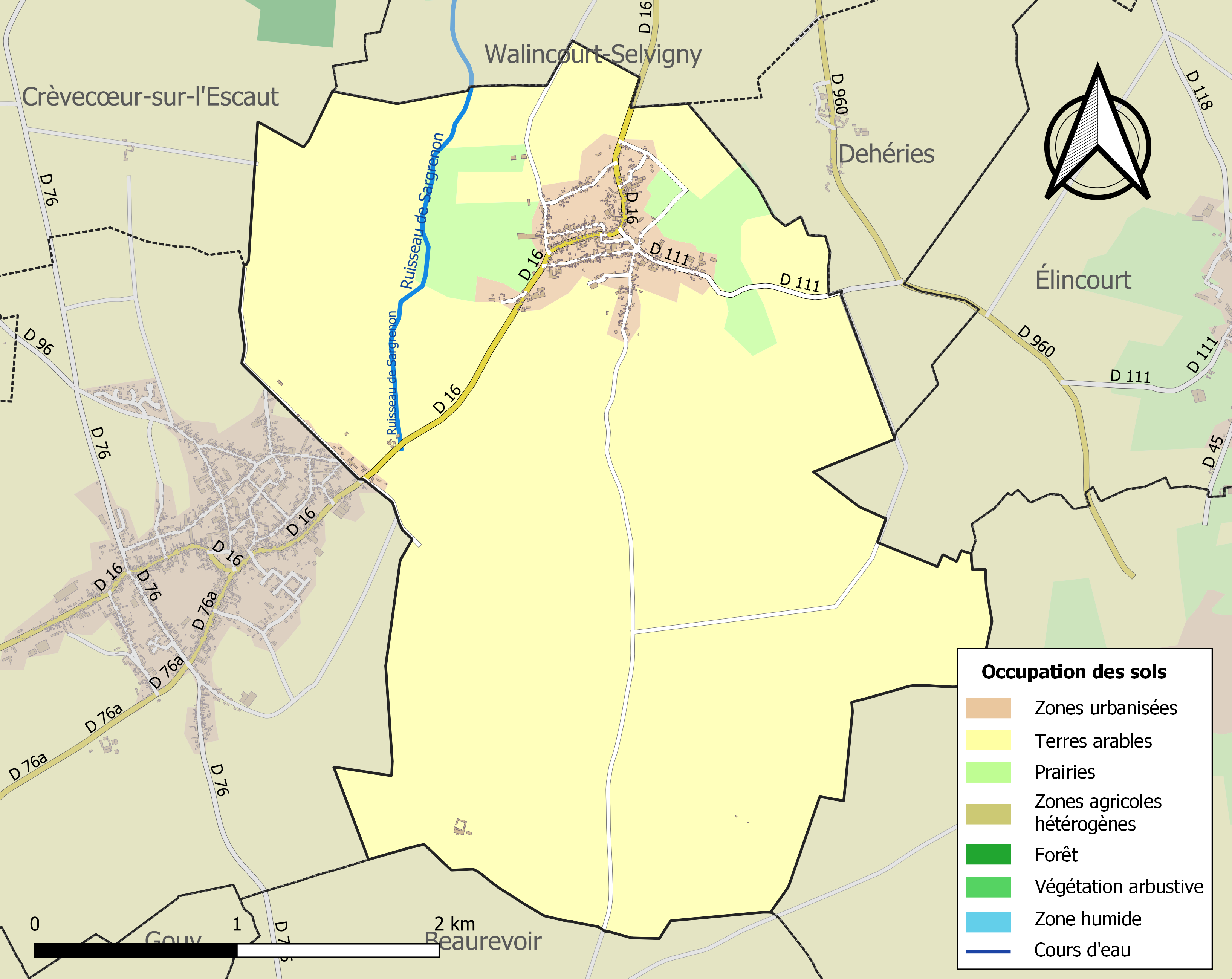
Carte des infrastructures et de l'occupation des sols de la commune en 2018 (CLC).

## Toponymie
Maslaincurth (1139), Mallaincurt (1177), Malleincort (1181), Malleincurt (1197).
D'après M. Gysseling, Malincourt est « Maþlain curtis », la ferme de Maþla. Ce nom est un anthroponyme germanique formé sur maþla, « réunion du peuple ».

## Histoire

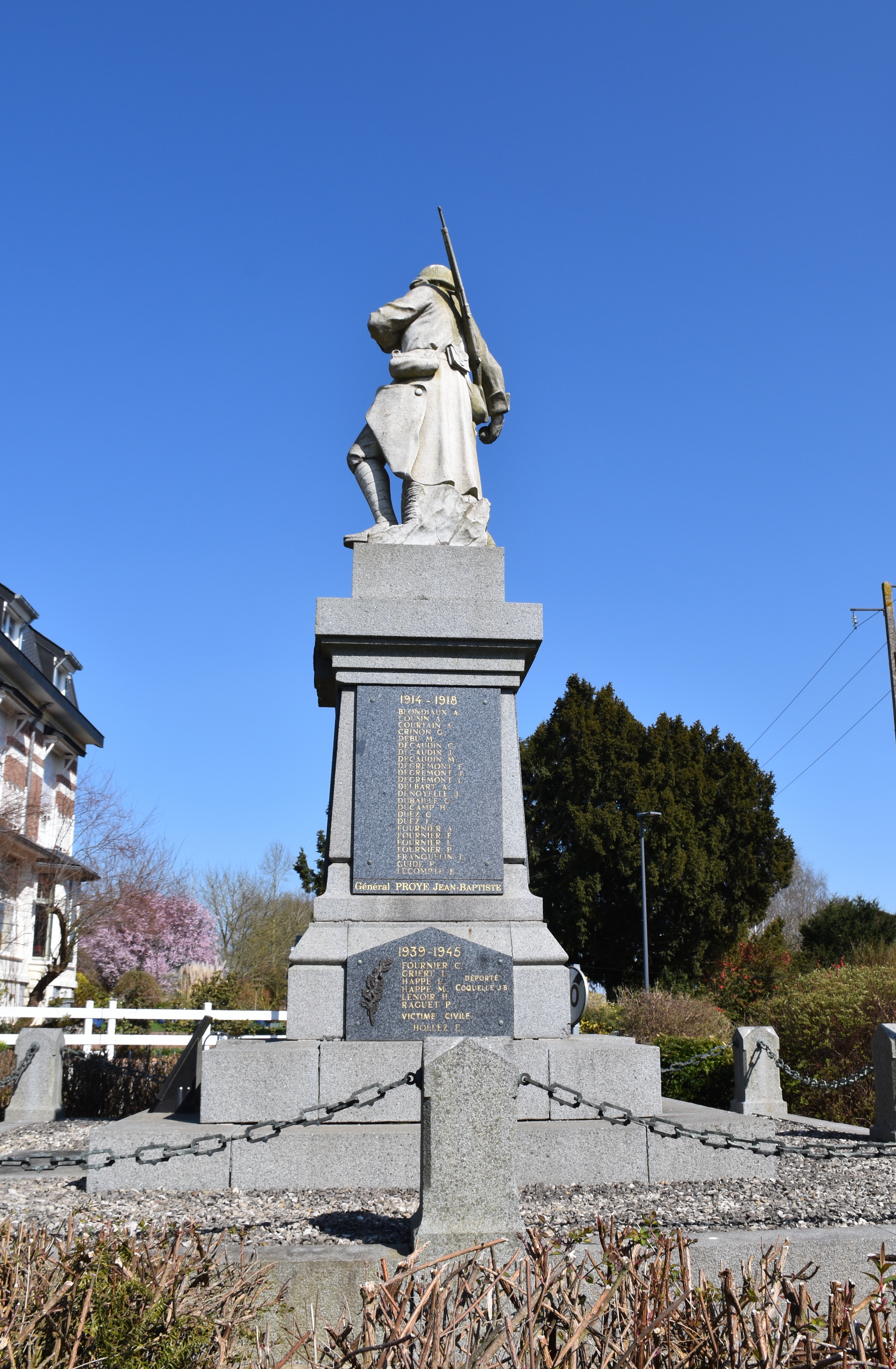
Le monument aux morts.

En 1802-1803, Malincourt fait partie des quelques communes du département du Nord où existe un culte protestant, de même qu'à Walincourt, Lecelles, Illies, Saulzoir... À cette époque, les protestants enterrent encore leurs morts dans leurs jardins (parce que non autorisés à les ensevelir dans le cimetière communal?).

## Héraldique
|  | Les armes de Malincourt se blasonnent ainsi : "D'argent au lion de gueules, et un lambel à cinq pendants d'azur en chef." |

## Politique et administration
Maire de 1802 à 1807 : Jean L. Ducamp,.
Maire en 1881 : Lecarnelle-Dieudonné.

Maire de 1977 à 1991: Maurice Doom.
| Période                                  | Période         | Identité               | Étiquette | Qualité                                                                                                   |
| ---------------------------------------- | --------------- | ---------------------- | --------- | --- |
| mars 1995                                | 17 juillet 2024 | Marc Plateau           |           | Artisan brodeur Vice-Président du Conseil de Gestion de la fonction publique territoriale du Nord (CDG59) |
| 11 octobre 2024                          | En cours        | Marie-Françoise Herbet |           | |
| Les données manquantes sont à compléter. |                 |                        |           | |

## Population et société

### Démographie

#### Évolution démographique
L'évolution du nombre d'habitants est connue à travers les recensements de la population effectués dans la commune depuis 1793. Pour les communes de moins de 10 000 habitants, une enquête de recensement portant sur toute la population est réalisée tous les cinq ans, les populations de référence des années intermédiaires étant quant à elles estimées par interpolation ou extrapolation. Pour la commune, le premier recensement exhaustif entrant dans le cadre du nouveau dispositif a été réalisé en 2008.

En 2022, la commune comptait 487 habitants, en évolution de −4,88 % par rapport à 2016 (Nord : +0,51 %, France hors Mayotte : +2,11 %).
| 1793 | 1800 | 1806 | 1821 | 1831 | 1836 | 1841 | 1846 | 1851 |
| ---- | ---- | ---- | ---- | ---- | ---- | ---- | ---- | ---- |
| 660  | 694  | 752  | 801  | 907  | 910  | 958  | 980  | 980  |

| 1856 | 1861 | 1866 | 1872  | 1876  | 1881  | 1886  | 1891  | 1896 |
| ---- | ---- | ---- | ----- | ----- | ----- | ----- | ----- | ---- |
| 982  | 975  | 959  | 1 031 | 1 082 | 1 052 | 1 040 | 1 004 | 966  |

| 1901 | 1906 | 1911 | 1921 | 1926 | 1931 | 1936 | 1946 | 1954 |
| ---- | ---- | ---- | ---- | ---- | ---- | ---- | ---- | ---- |
| 906  | 907  | 941  | 780  | 761  | 699  | 673  | 548  | 575  |

| 1962 | 1968 | 1975 | 1982 | 1990 | 1999 | 2006 | 2008 | 2013 |
| ---- | ---- | ---- | ---- | ---- | ---- | ---- | ---- | ---- |
| 619  | 604  | 555  | 506  | 527  | 496  | 495  | 495  | 516  |

| 2018 | 2022 | - | - | - | - | - | - | - |
| ---- | ---- | - | - | - | - | - | - | - |
| 495  | 487  | - | - | - | - | - | - | - |

#### Pyramide des âges
En 2018, le taux de personnes d'un âge inférieur à 30 ans s'élève à 29,5 %, soit en dessous de la moyenne départementale (39,5 %). À l'inverse, le taux de personnes d'âge supérieur à 60 ans est de 29,5 % la même année, alors qu'il est de 22,5 % au niveau départemental.
En 2018, la commune comptait 251 hommes pour 244 femmes, soit un taux de 50,71 % d'hommes, largement supérieur au taux départemental (48,23 %).
Les pyramides des âges de la commune et du département s'établissent comme suit.
| Hommes | Classe d’âge | Femmes |
| ------ | ------------ | ------ |
| 0,8    | 90 ou +      | 2,9    |
| 6,4    | 75-89 ans    | 8,6    |
| 17,5   | 60-74 ans    | 23,0   |
| 19,9   | 45-59 ans    | 18,9   |
| 22,3   | 30-44 ans    | 20,9   |
| 10,8   | 15-29 ans    | 10,7   |
| 22,3   | 0-14 ans     | 15,2   |

| Hommes | Classe d’âge | Femmes |
| ------ | ------------ | ------ |
| 0,5    | 90 ou +      | 1,4    |
| 5,3    | 75-89 ans    | 8,1    |
| 14,8   | 60-74 ans    | 16,2   |
| 19,1   | 45-59 ans    | 18,4   |
| 19,5   | 30-44 ans    | 18,7   |
| 20,7   | 15-29 ans    | 19,1   |
| 20,2   | 0-14 ans     | 18     |

## Lieux et monuments

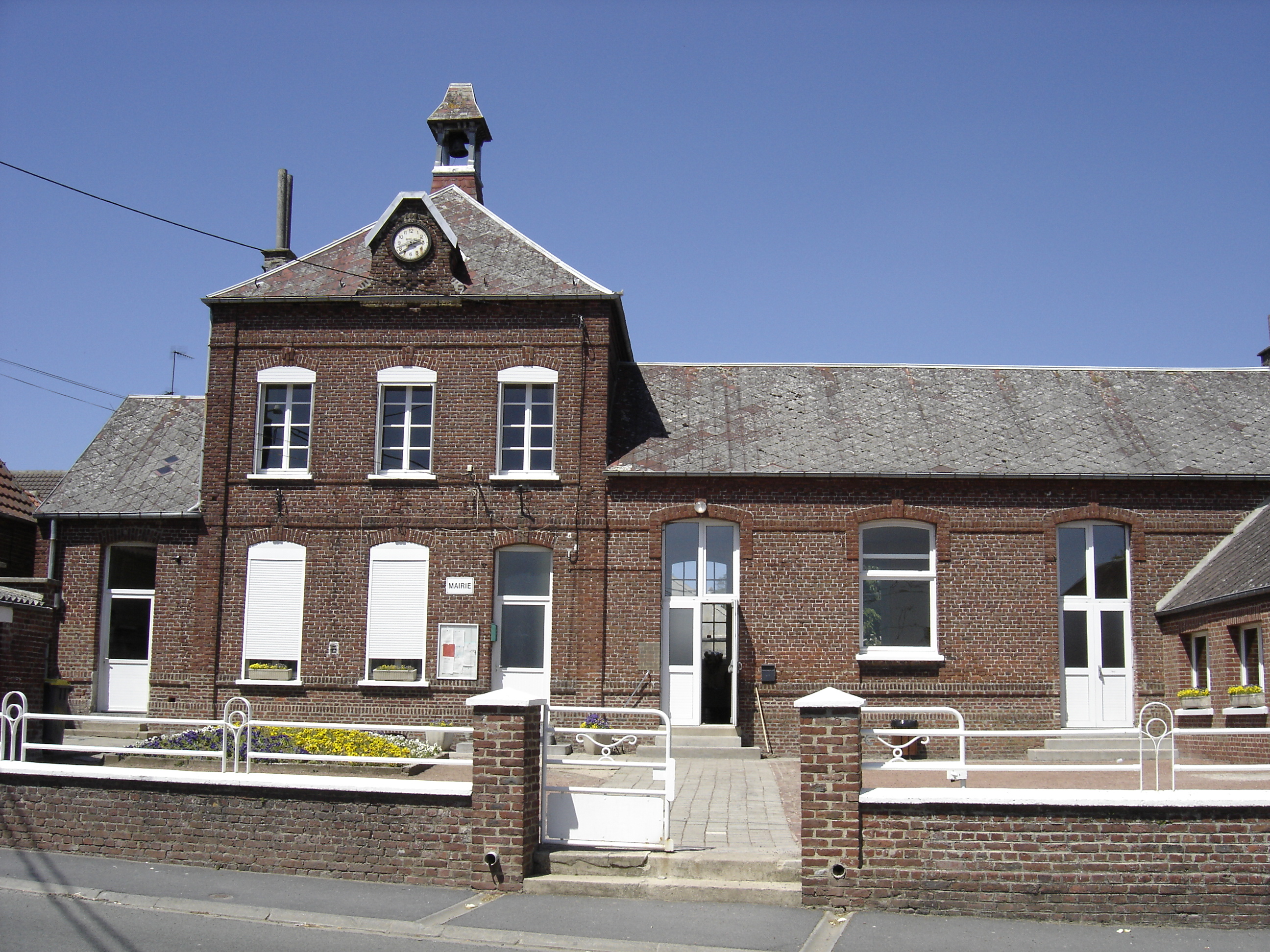
Mairie de Malincourt

## Pour approfondir